# ليقوان
ليقوان هي قرية في مقاطعة تبريز، إيران. عدد سكان هذه القرية هو 5,350 في سنة 2006.